# 罗阳镇 (赣榆县)
罗阳镇是中华人民共和国江苏省连云港市赣榆区一个已撤销的镇，地处海州湾畔，东临连云区，南临新浦区，为赣榆县南大门。
2013年1月31日，江苏省人民政府批复同意撤销罗阳镇，将其所辖行政区域划归墩尚镇。
截至2007年，全镇总面积84.8平方千米，有耕地2201公顷，滩涂2534公顷，辖11个行政村，82个村民小组，人口3.57万人。

## 经济
2007年，实现国内生产总值4.3亿元，工农业总产值9.%亿元，其中工业产值6.7亿元，农业产值3.26亿元，第三产业增加值1.2亿元，财政总收人1300万元，人均收人7138元。

## 自然与人文
罗阳镇属滨海平原，西高东低，自然坡降为0.019%。境内范河、芦河、牛腿河、新沐河与通榆运河交织成网，水系丰富，年平均降水量为952.6毫米。
罗阳镇有着悠久的历史文化渊源底蕴，境内艾塘湖已有上千年的历史，大朱庄是抗日名将爱国县长朱爱周出生地和生活战斗过的地方。修建在204国道旁的朱爱周烈士陵园，是赣榆县爱国主义教育基地之一。

## 行政区划
2007年底，面积84.8平方公里，辖11个行政村，82个村民小组。
以下为行政村列表：
- 小东关村
- 南大沙村
- 罗阳村
- 双槐村
- 朝阳村
- 刘湾村
- 岭灶村
- 郑庄村
- 河疃村
- 新合村
- 河口村